# Rasmus Sjöstedt
Rasmus Stellan Sjöstedt (Färjestaden, 28 febbraio 1992) è un calciatore svedese, difensore del Kalmar.

## Carriera

### Club
Nasce e cresce nella squadra locale dell'area urbana di Färjestaden. Nel 2008 entra a far parte del settore giovanile della principale squadra della regione, il Kalmar, con sede presso l'omonima cittadina situata sull'altro lato del ponte di Öland. Esordisce in prima squadra nel 2012 collezionando 6 presenze in Allsvenskan, tutte giocate da titolare alternandosi tra il ruolo di terzino destro e quello di difensore centrale. Lo spazio che trova nella stagione seguente è simile, 5 partite, anch'esse partendo dal primo minuto.
Per la stagione 2014 il Kalmar ha concordato un prestito annuale con il Falkenberg, formazione debuttante in Allsvenskan. Terminato il suo contratto con il Kalmar, Sjöstedt è rimasto al Falkenberg a titolo definitivo, firmando un biennale a parametro zero.
Vista anche la retrocessione del Falkenberg e la scadenza del proprio contratto, nel gennaio del 2017 Sjöstedt è andato a giocare nel campionato cipriota all'Aris Limassol, squadra in cui militava anche il connazionale Christer Youssef. Nel luglio dello stesso anno si è invece trasferito in Israele, con l'ingaggio da parte dell'Hapoel Haifa, dove è rimasto per due stagioni fino al raggiungimento della scadenza contrattuale.
Nell'agosto del 2019 ha sottoscritto un biennale con i greci del Panaitōlikos, militanti in Souper Ligka Ellada. In questo caso, la sua permanenza nel paese ellenico è durata un anno.
Nell'ottobre del 2020 è stato reso noto che, a partire dal successivo mese di gennaio, Sjöstedt sarebbe tornato a vestire la maglia del Kalmar.

### Nazionale
Ha giocato nelle nazionali giovanili svedesi Under-17 ed Under-19.

## Palmarès

### Club

#### Competizioni nazionali
- Coppa di Israele: 1

Hapoel Haifa: 2017-2018